# CD38

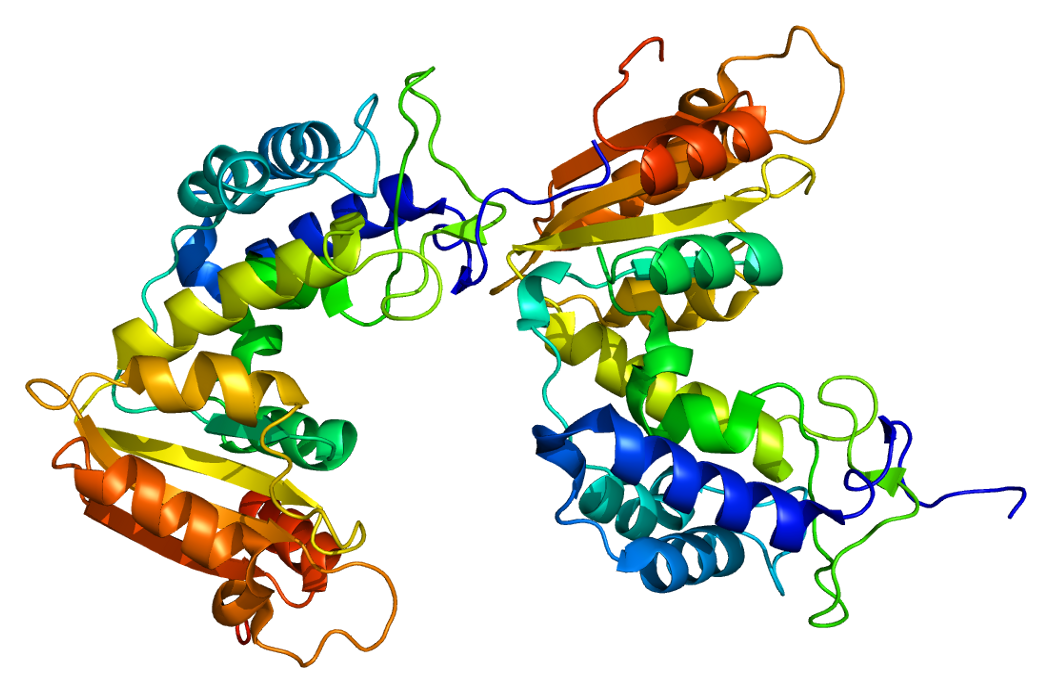
Struttura in 3D

CD38 (cluster di differenziazione 38), anche conosciuta come ADP-ribosil ciclasi o ADP-riboso ciclico idrolasi, è una glicoproteina riscontrabile sulla superficie di molte cellule del sistema immunitario (leucociti). CD38 ha un ruolo anche nell'adesione cellulare, nella trasduzione del segnale e nelle vie di segnalazione del calcio
Negli esseri umani, la proteina CD38 è codificata dal gene CD38, localizzato sul cromosoma 4

## Funzioni
CD38 è un ectoenzima multifunzionale, che catalizza la sintesi e l'idrolisi dell'ADP ciclico ribosio (cADPR) dal NAD+ all'ADP-ribosio. I prodotti di questa reazione sono essenziali per la regolazione del Ca2+ intracellulare.

## Significato clinico
La perdita di funzione del CD38 è associata con una carenza della risposta immunitaria e disturbi metabolici.
La proteina CD38 è un marker dell'attivazione cellulare. È stato collegato con infezioni da HIV, leucemie, mielomi, tumori solidi, diabete mellito di tipo II.

## Applicazioni
CD38 è stato usato come marker prognostico nella leucemia linfatica cronica; inoltre può essere usato per identificare le plasmacellule.